# 第28屆香港電影金像獎
第28屆香港電影金像獎（英語：28th Hong Kong Film Awards）於2009年4月19日晚上在尖沙咀香港文化中心舉行，共頒發21個獎項。本届金像奖适逢香港电影一百周年纪念，頒獎禮破天荒邀请12位司仪共同主持，包括王祖藍、何韻詩、吳君如、謝安琪、曾志偉、毛舜筠、谷德昭、林子聰、錢嘉樂、田啟文、盧覓雪和樊少皇，表演场地也从香港文化中心大剧院扩展至室外的星光大道红地毯。
是屆頒獎典禮繼續由倪秉郎擔任宣讀提名名單報幕員。

## 记者会
大会于2月11日举行记者会，由金像奖副主席曾志伟、庄澄，以及张家辉、徐子珊、邵音音出席记者会宣读提名名单。

## 獎項統計
注：以下不含「最佳亞洲電影」之部分
| 數目 | 電影名稱                                        |
| 獲獎 |                                                 |
| 5    | 赤壁                                            |
| 4    | 天水圍的日與夜                                  |
| 2    | 葉問、証人、畫皮                                |
| 1    | 長江7號、保持通話、青苔                         |
| 提名 |                                                 |
| 15   | 赤壁                                            |
| 12   | 畫皮、葉問                                      |
| 6    | 天水圍的日與夜                                  |
| 5    | 文雀、証人、三國之見龍卸甲                      |
| 4    | 長江7號、保持通話                               |
| 3    | 一個好爸爸、親密、江山美人                      |
| 2    | 性工作者2 我不賣身·我賣子宮、女人不壞、深海尋人 |
| 1    | 一半海水 一半火焰、我的最愛、青苔、烈日當空     |

### 金像獎電影
| 電影           | 獎項                                                                         |
| -------------- | ---------------------------------------------------------------------------- |
| 葉問           | 最佳電影、最佳動作設計                                                       |
| 天水圍的日與夜 | 最佳導演、最佳編劇、最佳女主角、最佳女配角                                   |
| 証人           | 最佳男主角、最佳男配角                                                       |
| 長江7號        | 最佳新演員                                                                   |
| 畫皮           | 最佳攝影、最佳原創電影歌曲                                                   |
| 保持通話       | 最佳剪接                                                                     |
| 赤壁           | 最佳美術指導、最佳服裝造型設計、最佳音響效果、最佳視覺效果、最佳原創電影音樂 |
| 青苔           | 新晉導演                                                                     |

## 表演环节
- 开场由徐娇在尖沙咀香港文化中心前的星光大道红地毯前“燃点”爆竹，并由甄子丹率领夏国璋龙狮团带来醒狮表演。
- 吴建豪演唱国语改编版《男儿当自强》。
- 《现代 偷烧鸭》：为纪念香港电影百年，大会邀请一众演员以四部不同风格的经典港产片为蓝本重拍香港第一部电影《偷烧鸭》。
  - 《无鸭盗》（Duck Affairs）：以《无间道》为蓝本，由钱嘉乐、杜汶泽、周俊伟出演。
  - 《见鸭》（The Duck）：以《见鬼》为蓝本，由应采儿、林子聪、田启文、徐天佑、贝安琪出演。
  - 《阿飞正鸭》（Days of eating duck）：以《阿飞正传》为蓝本，由邓丽欣、方力申、森美出演。
  - 《英雄本鸭》（A better duck）：以《英雄本色》为蓝本，由郑中基、梁汉文、罗家英、小肥、唐素琪、Rubberband出演。
- “七小福”五十周年重聚：元龙（洪金宝）、元华、元彪、元彬、元庭（吴明才）、元奎、元德、元武、元菊
- 由杜自持编曲，張學友、林忆莲演绎经典电影金曲串烧：《不了情》（電影《不了情》主題曲）、《說不出的快活》（电影《野玫瑰之戀》主題曲）、《青春阿哥哥》    （電影《多情妙賊》插曲）、《L.O.V.E Love》（電影《大家樂》插曲）、《半斤八兩》（電影《半斤八兩》主題曲）、《友情歲月》（電影《古惑仔之人在江湖》主題曲）、《天若有情》（電影《天若有情》主題曲）、《追》（電影《金枝玉葉》主題曲）、《願》（電影《晚9朝5》主題曲）、《人間道》（ 電影《倩女幽魂II：人間道》主題曲）、《月光愛人》（ 電影《臥虎藏龍》主題曲）、《請跟我來》（電影《搭錯車》主題曲）、《緣份》（電影《緣份》 主題曲）。

## 緬懷
本屆的緬懷環節“向已故电影工作者致敬”由歌手側田、衛蘭、王菀之在雨中演唱經典歌曲「Somewhere out there」，下列辭世的電影工作者出現在香港文化中心外墙上。
- 劉志榮（演員）
- 龍方（演員）
- 何禮男（演員）
- 汪禹（演員）
- 陳任 （演員）
- 李昆 （演員）
- Sally Nicholls（演員）
- 宋存壽（導演）
- 陳雲（導演、編劇）
- 張露 （歌手）
- 嚴牛 （製片）
- 吳源祥 （監製、出品人）
- 黎傑（發行、編劇、策劃）
- 查良景 （編劇、剪接）
- 盧兆璋（編劇）
- 潘祖輝 （剪接）
- 梁鍾樂（木工）
- 張平（場務）
- 袁北海（木工）
- 徐錦（木工）
- 曹灼（木工）
- 譚榮懷（鐵工）
- 劉歡頤 （製片廠副廠長）
- 區潔（泥工）
- 王德明（木工）
- 樓火木（雕刻）
- 郭偉（服裝）
- 重羽（編劇）
- 源家祥（配音）
- 吳智（影評人、編劇）
- 溫達權（電工）
- 盧寄萍（特技設計）
- 博偉達(Wouter Barendrecht)（發行、製片）
- 王治江（調光師）
- 金芝（宣傳）

## 媒體播放
- 现场直播：香港無綫電視翡翠台及高清翡翠台、香港電台第二台、新浪娱乐
- 延时直播：CCTV-6

## 爭議
- 大会为纪念香港电影百年特设了“百年亮灯仪式”，在红地毯会场安排所有角逐影帝、影后的候选人进行亮灯仪式，但由于安排欠佳，令梁朝伟错过该仪式。大会司仪曾志伟及金像奖主席陈嘉上直认会作出检讨，并改善来年的车辆安排[5]。
- 無綫電視延遲一小時轉播頒獎典禮，更對其進行大部分删减，包括最佳女主角鲍起静在致辭中感謝亞洲電視工作人員及终身成就獎萧芳芳的致辭均遭删减，引起巨大爭議，尔冬升更在庆功宴上怒批无线工作人员为“奴才”[6]。无线总经理陈志云表示“有点遗憾”，为回应争议，在翌日晚《东张西望》节目中播出了鲍起静多谢亚视的片段，并于4月25日在高清翡翠台重新足本播放颁奖礼[7]。基於社會對無綫電視轉播安排的種種不滿，自此無綫電視失落此後2年播映權，由亞洲電視奪得。
- 央视电影频道在转播本届金像奖实况时，将汤唯出现的镜头全部删减。电影频道则解释为“时长问题”[8]。

## 香港收视率
本届金像奖收视平均28点，最高29点。宣布得奖影帝时收视有25点，宣布影后则有28点。

## 外部連結
- 第二十八屆香港電影金像獎得獎名單新版 （页面存档备份，存于）
- 第二十八屆香港電影金像獎得獎名單舊版 （页面存档备份，存于）